# Calathea undulata
Calathea undulata  es una especie fanerógama de la familia Marantaceae. Es originaria de  Brasil y Perú. 

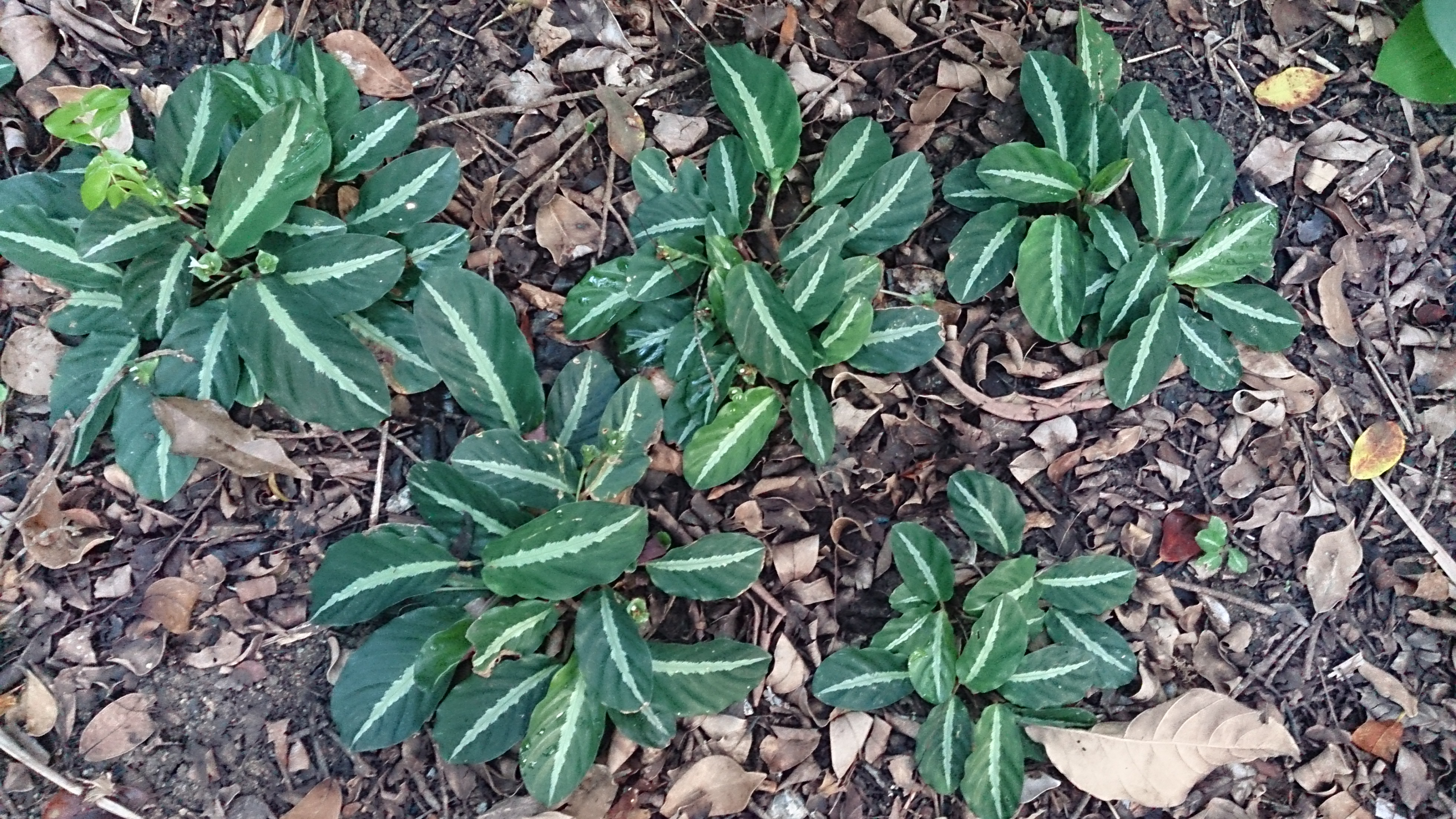
Vista de la planta

## Taxonomía
Calathea undulata fue descrita por (Linden & André) Linden & André y publicado en L'illustration horticole 19: 160, t. 98. 1872.
Sinonimia
- Maranta undulata Linden & André
- Phyllodes undulata (Linden & André) Kuntze	[2][3]